# منارة بوينت بينوس
أضاءت منارة بوينت بينوس في الأول فبراير عام 1855 لتوجيه السفن على ساحل المحيط الهادئ في كاليفورنيا. إنها أقدم منارة تعمل باستمرار على الساحل الغربي للولايات المتحدة وحتى العدسة أصلية. سبقت منارة جزيرة الكاتراز بوينت بينوس بثمانية أشهر، ولكن تم استبدالها بتوسيع السجن العسكري في عام 1909. تعتبر منارة بوينت بينوس وسيلة مساعدة فعالة للملاحة لخفر السواحل الأمريكي. يتم تشغيل معروضات المتحف و غيرها من الوظائف المتعلقة بالمنارة في الموقع من قبل مدينة باسيفيك جروف، مقاطعة مونتيري (كاليفورنيا). المنارة محاطة بـوصلات الغولف البلدية في باسيفيك جروف.

## وصف
يقع مصدر الضوء الحالي على ارتفاع 89 قدم (27 م) فوق مستوى سطح البحر، وينتج مصباح بقدرة 1 كيلووات، تنتج شعاعًا بقوة 50000 شمعة من الضوء يمكن رؤيتها على مسافة تصل إلى 15 ميل بحري؛ 27 كيلومتر (17 ميل) بعيدة.

### اليوم
منارة بوينت بينوس موجودة في السجل الوطني للأماكن التاريخية. وهو مفتوح للجولات يومي السبت والأحد.

## معرض الصور

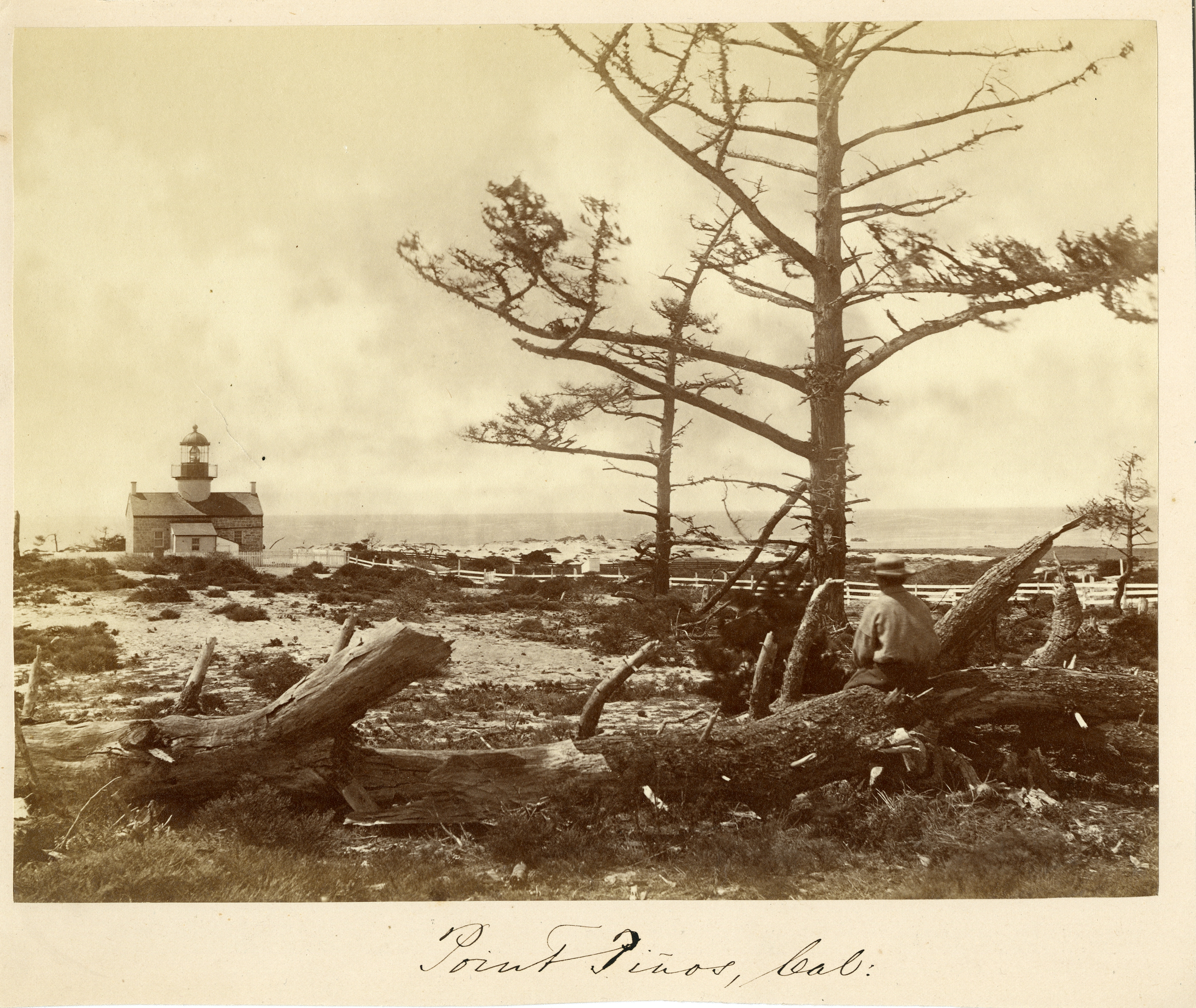
منارة بوينت بينوس عام 1871
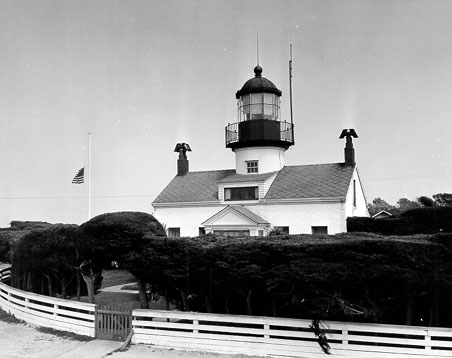
صورة غير مؤرخة حرس السواحل الأمريكي
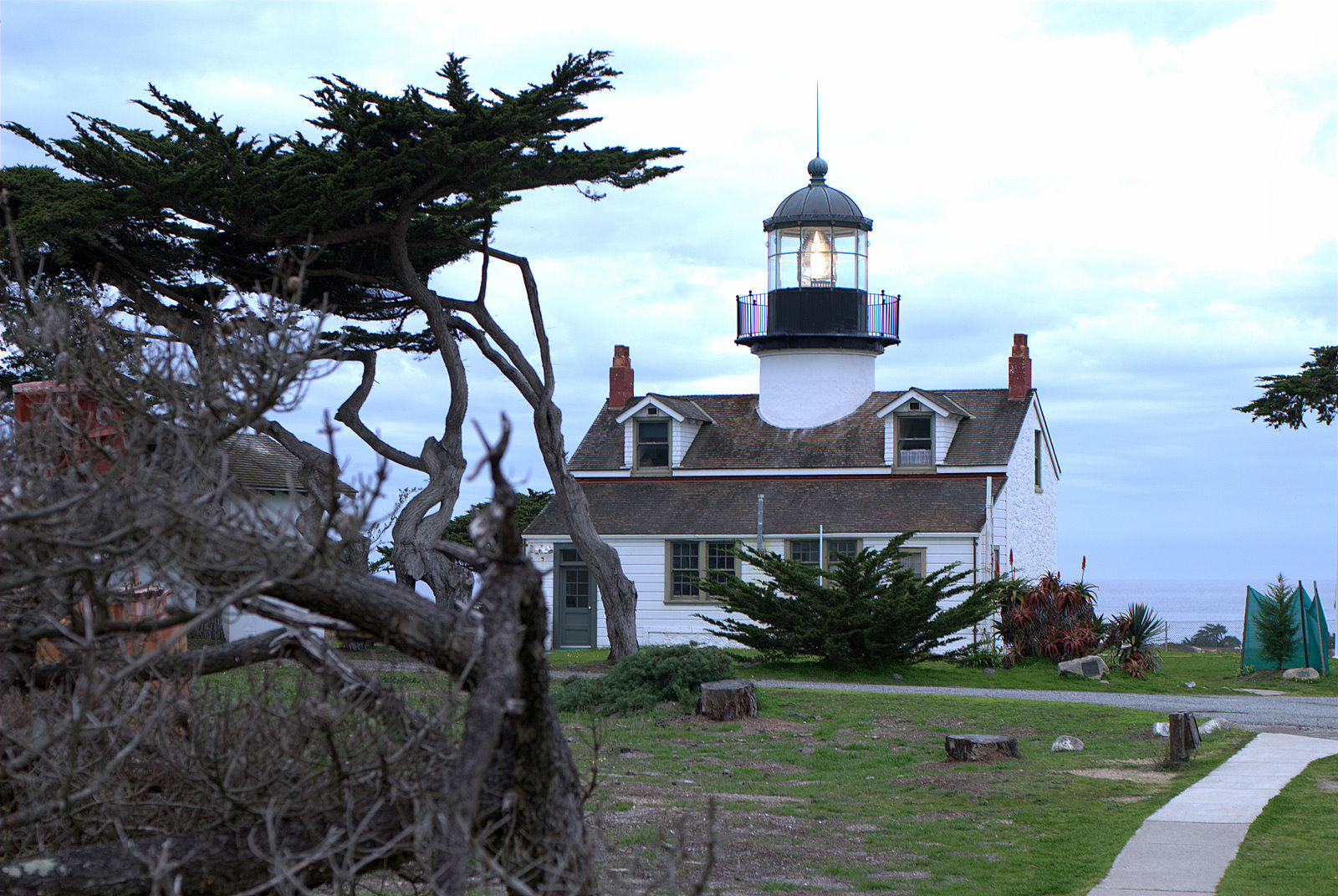
منارة تظهر عدسة فريسنل في بيت الفانوس.
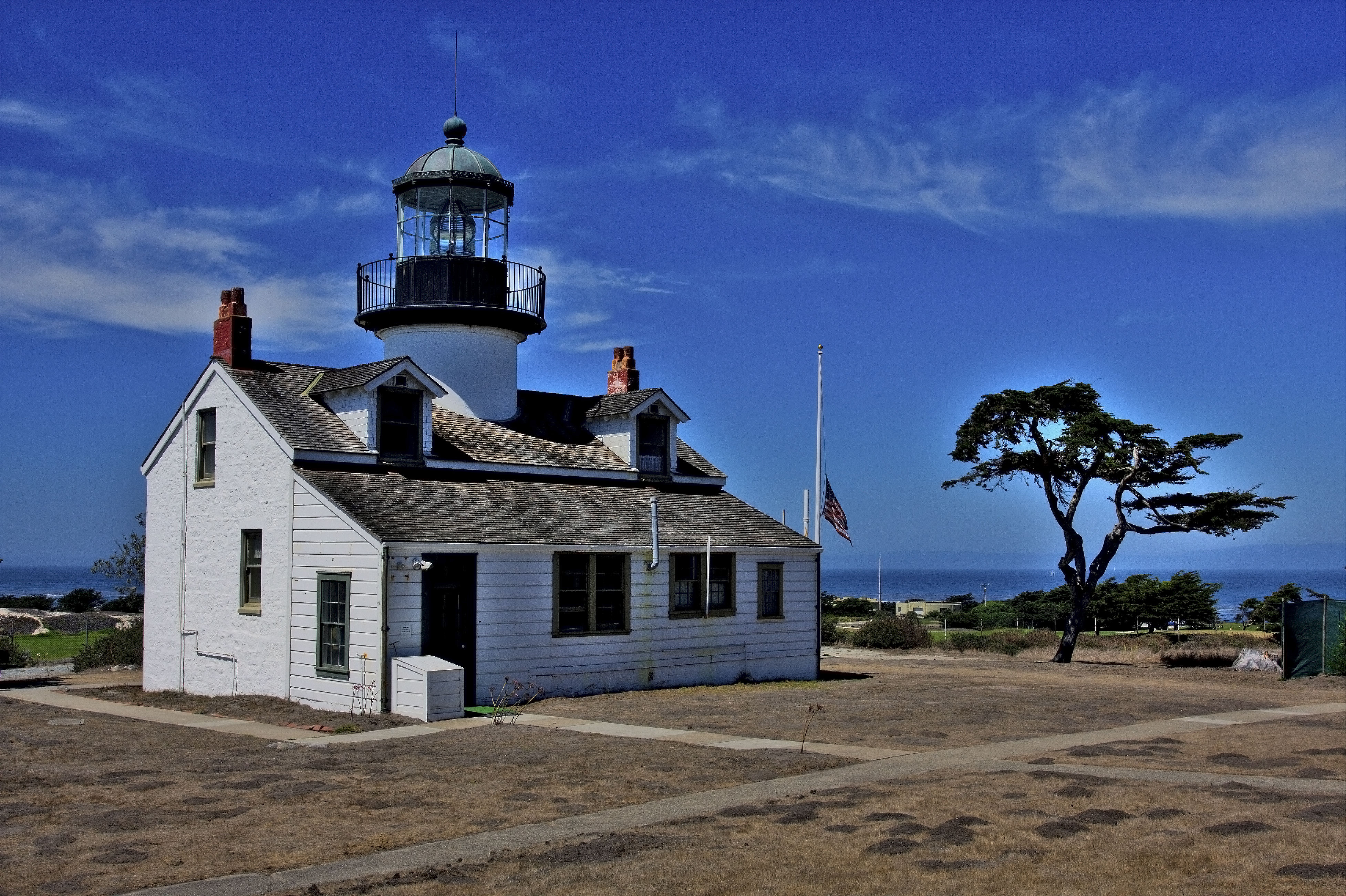
منظر آخر للمنارة كما ظهرت عام 2009.

## أنظر أيضا
- قائمة المنارات في كاليفورنيا

## وصلات خارجية
- منارة بوينت بينوس
- منارة بوينت بينوس على موقع مدينة باسيفيك جروف